# Čestný odznak Za vědu a umění
Čestný odznak Za vědu a umění (německy Österreichisches Ehrenzeichen für Wissenschaft und Kunst) a Čestný kříž Za vědu a umění (německy Ehrenkreuz für Wissenschaft und Kunst) je vysoké rakouské vyznamenání, udělované za zásluhy v oblasti vědy a kultury.

## Popis
Jedná se o jedno vyznamenání v různých stupních. "Čestný odznak Za vědu a umění" je nejvyšší stupeň, který se nosí na stuze kolem krku. Počet žijících vyznamenaných je omezen na 36 Rakušanů a 36 cizinců, přičemž v každé této skupině je 18 vyznamenaných za vědu a 18 za umění. Doposud bylo takto vyznamenáno asi 200 osob, mimo jiné Otto Hahn, Elias Canetti, Karl Raimund Popper a Václav Havel.
Druhým stupněm je "Čestný kříž Za vědu a umění I. stupně", který je připínací a nosí se na levé straně hrudi.
Třetím, nejnižším stupněm je "Čestný kříž Za vědu a umění", který se nosí na prsou na červené stuze.
Počet vyznamenaných čestným křížem obou stupňů není omezen a mezi jeho nositele patřil například Frank Sinatra, Ronny Reich, Zdeněk Kučera a Boris Pahor.
Vyznamenání ideově, heslem a barvou stuhy navazuje na Rakousko-Uherské Vyznamenání za umění a vědu.

## Galerie

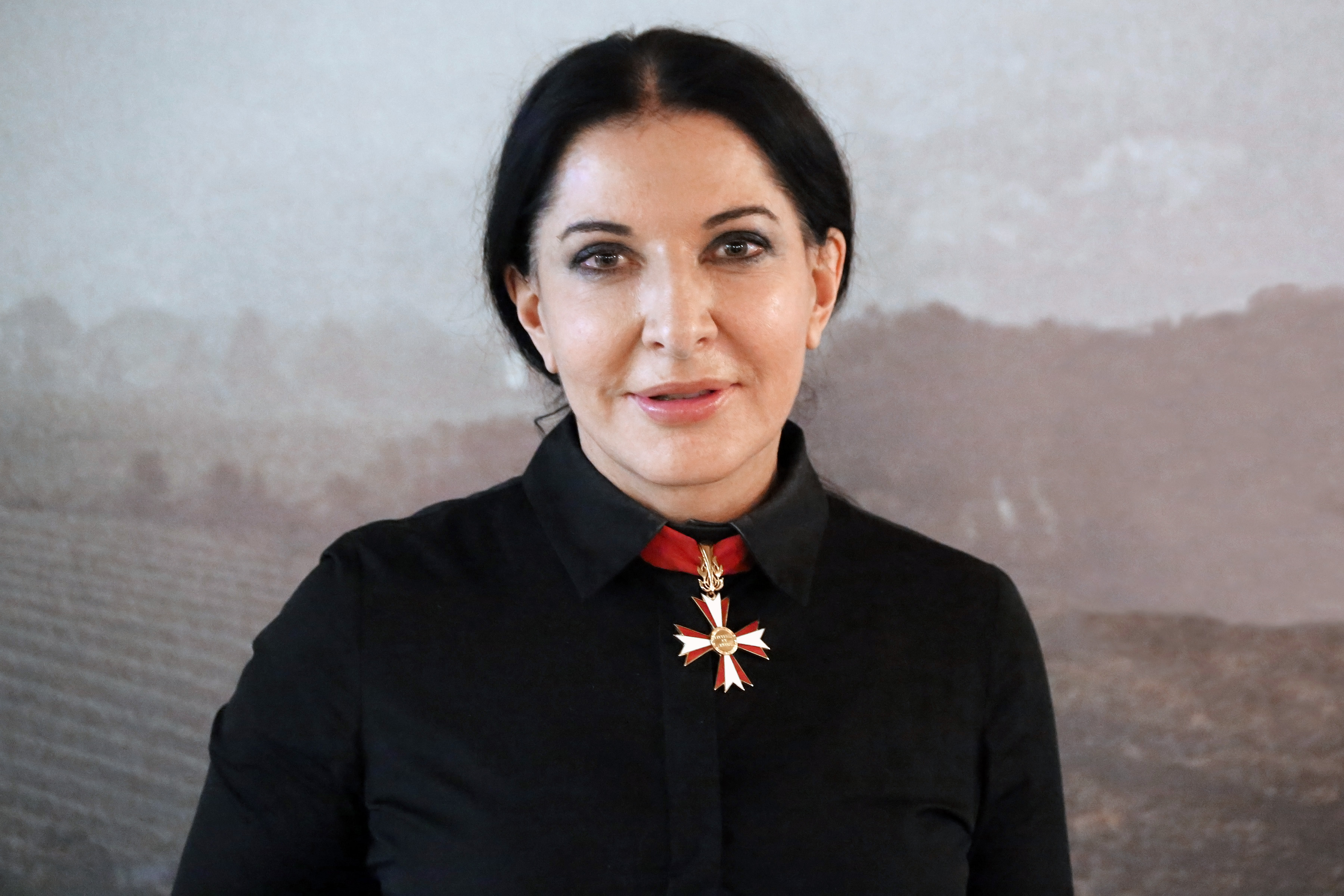
Marina Abramović s Čestným odznakem kolem krku
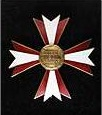
Čestný kříž první třídy
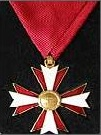
Čestný kříž